# Pelodiscus axenaria
La tortuga de caparazón blando de Hunan (Pelodiscus axenaria) es una especie de tortuga del género Pelodiscus, perteneciente a la familia Trionychidae. Fue descrita científicamente por Zhou, Zhang & Fang en 1991.

## Distribución
Se encuentra en	China (Hunan).